# Jacques Blondeau
Jacques Blondeau také znám jako Jacomo Blondel, Jacques Blondeau, Jacques Blondel, Jean Jacques Blondeau, Jacques Blondel a v uměleckém spolku Bentvueghels pod přezdívkou Weyman (9. května 1655, Řím – 1698) byl římský barokní rytec, který po vyučení v Antverpách strávil většinu své kariéry v Itálii.

## Život
Byl žákem antverpského rytce Frederika Bouttatse mladšího. Strávil nějaký čas v Paříži. V roce 1675 odcestoval do Říma, kde žil a pracoval po zbytek svého života.
Stal se členem skupiny Bentvueghels, sdružení hlavně holandských a vlámských umělců pracujících v Římě. Jeho přezdívka v Bentvueghels byla Weyman, v angličtině Meadow man. Blondeau byl velmi aktivní člen sdružení a jeho jméno se objevuje dvakrát v historii Bentvueghels. Napsal své jméno červenou křídou do jednoho z výklenků římského kostela Santa Costanza, kde se členové spolku Bentvueghels shromažďovali: jacobus Blondeau / alias de weymyn. Jeho jméno se také objevuje na seznamu členů Bentvueghels, kteří byli přítomni při inauguraci nových členů: Abrahama Genoelse II., Françoise Moensa a Pietera Verbrugghena II. Tato inaugurace je také zmíněna v díle životopisce Arnolda Houbrakena.

## Práce
Vytvořil několik portrétních rytin, včetně portrétu papeže Urbana VIII. a několika kardinálů v Římě. Strávil nějaký čas ve Florencii, kde údajně vytvořil několik rytin společně s Abrahamem Bloemaertem a Françoisem Spierrem podle fresek Pietra da Cortony ve florentském paláci Palazzo Pitti.